# Jordaanfilm
Le Jordaanfilm est un genre cinématographique néerlandais des années 1930. Il tire son nom du Jordaan, un quartier d'Amsterdam où tous les Jordaanfilms furent tournés.
Ce genre fut décrit comme étant « un genre gai dans un milieu petit-bourgeois plein d'histoires d'amour » et qui finissaient toujours sur une happy end. Il avait un caractère typiquement néerlandais qui parlait à tous les spectateurs des Pays-Bas. Les scénarios étaient basés sur des histoires populaires et possédaient presque toutes un lien avec la revue, qui donna quelques-unes de ses stars aux Jordaanfilms.
En 1934, De Jantjes (1934) (nl) fut le premier Jordaanfilm et eut un succès que Bleeke Bet (1934) (nl) et Het leven is niet zo kwaad (nl) ne parvinrent pas à égaler. Oranje Hein (1936) (nl), en 1936, marqua donc la fin de ce genre.
En 1949, Jaap Speyer tenta vainement de faire revivre ce genre avec Een koninkrijk voor een huis (nl).

## Sources
- (nl) Cet article est partiellement ou en totalité issu de l’article de Wikipédia en néerlandais intitulé « Jordaanfilm » (voir la liste des auteurs).